# Шумицький Микола Андрійович
Мико́ла Андрійович Шуми́цький  (30 квітня 1889, Глухів  за іншими даними — Чернігів — 5 січня 1982, Париж, Франція) — український громадсько-політичний діяч, архітектор та дипломат. Полковник Армії УНР.

## Біографія
Закінчив Київський політехнічний інститут та Школу мистецтва і архітектури. Член Української Центральної Ради (від залізничників). На Другому Всеукраїнському військовому зʼїзді у червні 1917 р. обраний до Всеукраїнської ради військових депутатів; працював в Українському Генеральному Військовому Комітеті. Очолював Військо-технічне управління Генерального Секретарства у справах військових.
5 вересня 1919 р. його призначено членом української делегації на Паризьку мирну конференцію, а від вересня 1920 року він увійшов у склад Української Дипломатичної Місії у Франції як радник з економічних питань. З 1921 р. призначений послом в Аргентині і за сумісництвом у Бразилії. Був уповноваженим Українського Червоного Хреста у Франції. В 1924 р. Шумицький відійшов від дипломатичної роботи.
З 1925 р. — голова Союзу українських емігрантських організацій у Франції, займаючи цей пост до 1942 року. Член управи Бібліотеки ім. Симона Петлюри в Парижі.

## Автор праць
Статті у галузі архітектури («Український архітектурний стиль»), про дерев'яні українські церкви, спомини про визвольні змагання 1917 — 1919 років.
- Шумицкий Н. Основные принципы постройки украинских церквей. — Зодчий, 1914 г., № 40, с. 449 – 453.
- Шумицький М. Український архітектурний стиль у минулому і тепер. — Ілюстрована Україна, 1913 р., №№ 3, 4, 6, 8.
- Шумицький М. Український архітектурний стиль. — К.: 1914 р. – 60 с.

## Сім'я
14(1) липня 1912 року одружився з Єлизаветою Василівною Соколовою.